# Bertha von Suttner
Bertha Sophie Felicitas Freifrau von Suttner eller baronesse Bertha von Suttner (født 9. juni 1843 i Prag i det daværende Østrig-Ungarn, død 21. juni 1914 i Wien) var underviser, pacifist, kvindesagsforkæmper og forfatter.
Hendes far var general, og alle mandlige medlemmer i hendes familien deltog i Østrigs krige. Hun har arbejdet som sekretær for Alfred Nobel og været meget aktiv som fredsforkæmper.
Bertha von Suttner tildeltes Nobels Fredspris i 1905.

## Ned med våbnene
I efteråret 1889 udgav hun 46 år gammel den pacifistiske roman Die Waffen nieder! (dansk: Ned med Våbnene!), som vakte stor opmærksomhed. Bogens emne er krigens vanvid. Den er skrevet som en gammeldags guvernanteroman om hjerte, smerte og lidenskab, hvor hovedpersonen i bogen delvis er hende selv. I bogen bygger hun videre på, at hun gennem sin familie havde erfaret om tre krige og forherligelsen af dem. Hele bogen igennem gentager hun sit ustandselige udbrud: ”Jamen, er dette ikke den rene galskab?”, og svaret giver hun selv: ”Jo”. Romanen beskriver krigene i årene 1859-1871 og var med til at popularisere fredsarbejdet. Bogen vandt stor international udbredelse herunder i Danmark, hvor den er udkommet adskillige gange. Første gang på dansk  i 1891, to år efter originaludgaven: Bertha von Suttner: Ned med Vaabnene. En Levnedsskildring, 1891.
Suttner udgav sammen med Alfred Hermann Fried tidsskriftet Die Waffen Nieder!, 1892-1899, fra 1900 fortsættes tidsskriftet med titlen Die Freidens-Warte. Det udkommer stadig. 
Romanen blev filmatiseret af Nordisk Film i 1914 – verdens første antikrigsfilm, ligeledes med titlen Ned med våbnene med manuskript af Carl Th. Dreyer. Den havde premiere i USA 14. august 1914 og i Danmark 15. september 1915. 

## Bøger af Bertha von Suttner på dansk
- Ned med Vaabnene. En Levnedsskildring. 1891 Link til digitaliseret udgave
- Hasard. Roman. 1894 Link til digitaliseret udgave
- Herlige Minder, En Virkelighedsskildring af Barbari i Luften. 1913